# Gemeiner Delfin
Der Gemeine Delfin (Delphinus delphis), auch Gewöhnlicher Delfin genannt, ist eine kleine, fast weltweit verbreitete Walart und neben dem Großen Tümmler (Tursiops truncatus) und dem Schwertwal (Orcinus orca) die bekannteste Art aus der Familie der Delfine (Delphinidae). Bei den in Delfinarien gehaltenen Delfinen handelt es sich jedoch meist um Große Tümmler. Der ehemals als eigenständige Art angesehene Langschnäuzige Gemeine Delfin wird inzwischen als Morphe von Delphinus delphis angesehen.

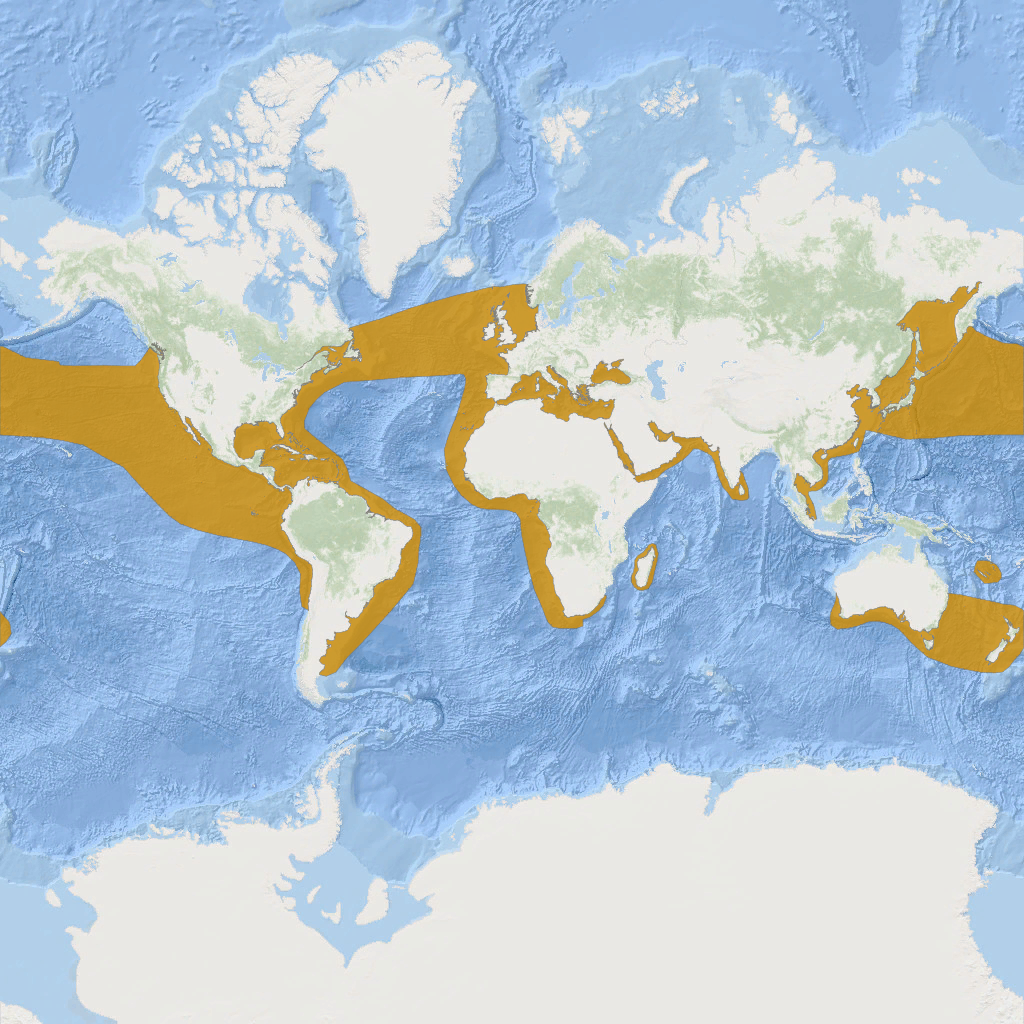
Das Verbreitungsgebiet des Gewöhnlichen Delfins nach Angaben der IUCN

## Merkmale
Der Gewöhnliche Delfin erreicht eine Länge von 160 bis 220 Zentimeter (Weibchen) bzw. 170 bis 230 Zentimeter (Männchen) und ein Gewicht von 200 bis 235 kg. Im nordöstlichen Atlantik wurden einige noch größere Exemplare vermessen. Sie waren bis zu 270 Zentimeter lang. Die Unterart im Schwarzen Meer (Delphinus delphis ponticus) erreicht lediglich eine durchschnittliche Länge von 160 Zentimeter. Der Rumpf des Gemeinen Delfins ist relativ stämmig, die Flipper sind schmal und zugespitzt, die Finne ist sichelförmig und zugespitzt. Der Rücken ist dunkelbraun oder grau, der Bauch ist weiß. Auf den Seiten sind zwei große Flecken vorhanden, die zusammen die Form einer Sanduhr bilden. Der vordere Fleck ist blass gelblich oder ockerfarben, der hintere hellgrau. Die Enge der Sanduhrform liegt unterhalb der Rückenflosse. Die Farben der Flossen können von weißlich bis dunkelgrau reichen. Die Rückenflosse zeigt oft einen blassen Fleck in der Mitte. Die Ränder des Mauls sind dunkel. Ein dunkler Streifen verläuft von der Spitze des Unterkiefers bis zum Brustflossenansatz. Ein weiterer dunkler Streifen liegt in der Falte zwischen Schnabel und Melone und erstreckt sich nach hinten bis zu den Augen. Auf der Stirn verläuft ein heller Streifen vom vorderen Ende der Melone bis zum Blasloch. Junge Gewöhnliche Delfine zeigen ein gedämpfteres Farbmuster. In jeder Kieferhälfte haben Gewöhnliche Delfine normalerweise 41 bis 57 Paare konischer, spitzer Zähne, die Unterart des Schwarzen Meeres hat jedoch eine kürzere Schnauze mit nur 41 bis 52 Zahnpaaren, während die langschnäuzige Morphe mehr als 60 Zahnpaare pro Kieferhälfte besitzen kann.

## Verbreitung
Der Gemeine Delfin ist eine weit verbreitete Walart und kommt in tropischen bis kühlen gemäßigten Regione des Atlantiks, des Pazifiks und des Indischen Ozeans vor. Er lebt sowohl in küstennahen Bereichen als auch auf dem offenen Ozean tausende von Kilometern von den Küsten entfernt. Auch geschlossene Meere, wie das Mittelmeer, das Japanische Meer, das Ochotskische Meer, das Rote Meer, der Persische Golf und das Schwarze Meer, wo es eine Unterart gibt, sind besiedelt worden. Dagegen fehlt er im Golf von Mexiko und in der Karibik, mit Ausnahme der Küste von Venezuela, weitgehend. In großen Bereichen des Indischen Ozeans sowie im offenen Ozean des tropischen und subtropischen Atlantiks fehlt die Art oder ist selten. Die Nordgrenzen des Verbreitungsgebietes liegen bei Großbritannien, Norwegen, Kanada und im Ochotskischen Meer, die Südgrenzen an den Küsten Südafrikas und Namibias, Südaustraliens und Neuseelands, Argentiniens und Nordchiles. Die bevorzugte Temperatur scheint bei 10 bis 20 °C zu liegen und Gruppen folgen gelegentlich warmen Wasserströmungen außerhalb ihres üblichen Verbreitungsgebietes.

## Verhalten
Gewöhnliche Delfine leben in kleinen bis sehr großen Gruppen von 10 bis 10.000 Exemplaren, wobei die großen Gruppen aus mehreren Untergruppen bestehen, die eventuell nach Geschlechtern und Altersklassen getrennt sind. Oft werden auch gemischte Gruppen mit dem Rundkopfdelfin, dem Blau-Weißen Delfin oder mit Grindwalen und/oder Kurzschnauzendelfinen gebildet. Im östlichen tropischen Pazifik wurden sogar gemischte Schwärme mit dem Gelbflossen-Thun beobachtet.

## Ernährung
Gewöhnliche Delfine ernähren sich vor allem von kleinen und mittelgroßen Schwarmfischen, wie Makrelen und Heringen und von im Schwarm und pelagisch lebenden Kopffüßern wie Kalmaren. Weitere Fischarten, die, von Region zu Region verschieden, zur Nahrung der Delfine gehören, gehören zu den Familien der Laternenfische, Sardinen, Stachelmakrelen, Lachsbarsche, Meeräschen, Fliegende Fische, Nagebarsche, Halbschnäbler, Sardellen und Goldlachse. Bei der Nahrungssuche kooperieren Gewöhnliche Delfine oft miteinander und es wurden Tauchgänge bis zu einer Tiefe von 200 Metern aufgezeichnet.

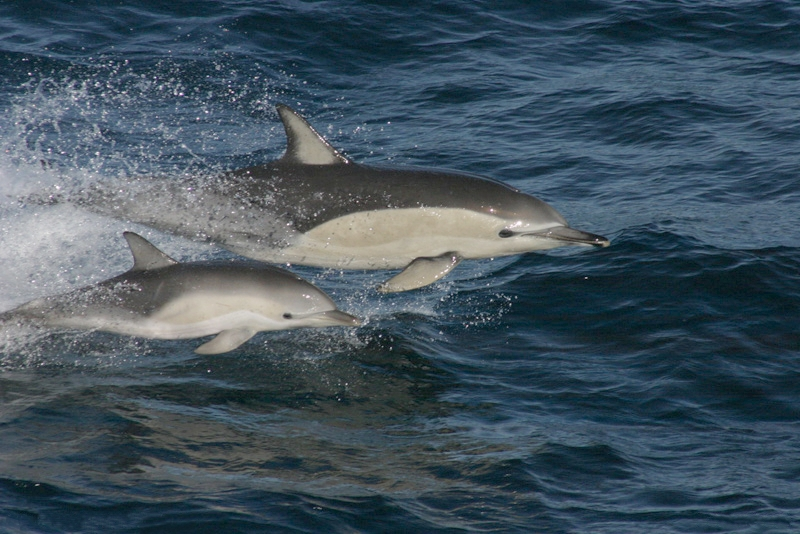
Gemeiner Delfin mit Jungtier

## Fortpflanzung
Der minimale sexuelle Dimorphismus und große Hoden im Verhältnis zur Körpergröße lassen auf ein promiskuitives Paarungssystem schließen. Im östlichen Pazifik und im westlichen Atlantik werden die Weibchen mit 6 bis 8 Jahren geschlechtsreif, Männchen erreichen die Geschlechtsreife im Alter von 7 bis 12 Jahren. Der Schwarzmeerdelfin scheint die Geschlechtsreife viel früher zu erreichen, nämlich mit 2 bis 4 Jahren bei den Weibchen und etwa 3 Jahren bei den Männchen. Fortpflanzungsfähige Weibchen bekommen alle 1 bis 3 Jahre ein Junges, können gelegentlich aber auch erneut trächtig werden während das vorige Jungtier noch gestillt wird. Die Tragzeit beträgt 10 bis 11 Monate. Neugeborene sind 80 bis 93 cm lang. Die Lebenserwartung der Delfine wird auf etwa 30 Jahre geschätzt.

## Systematik

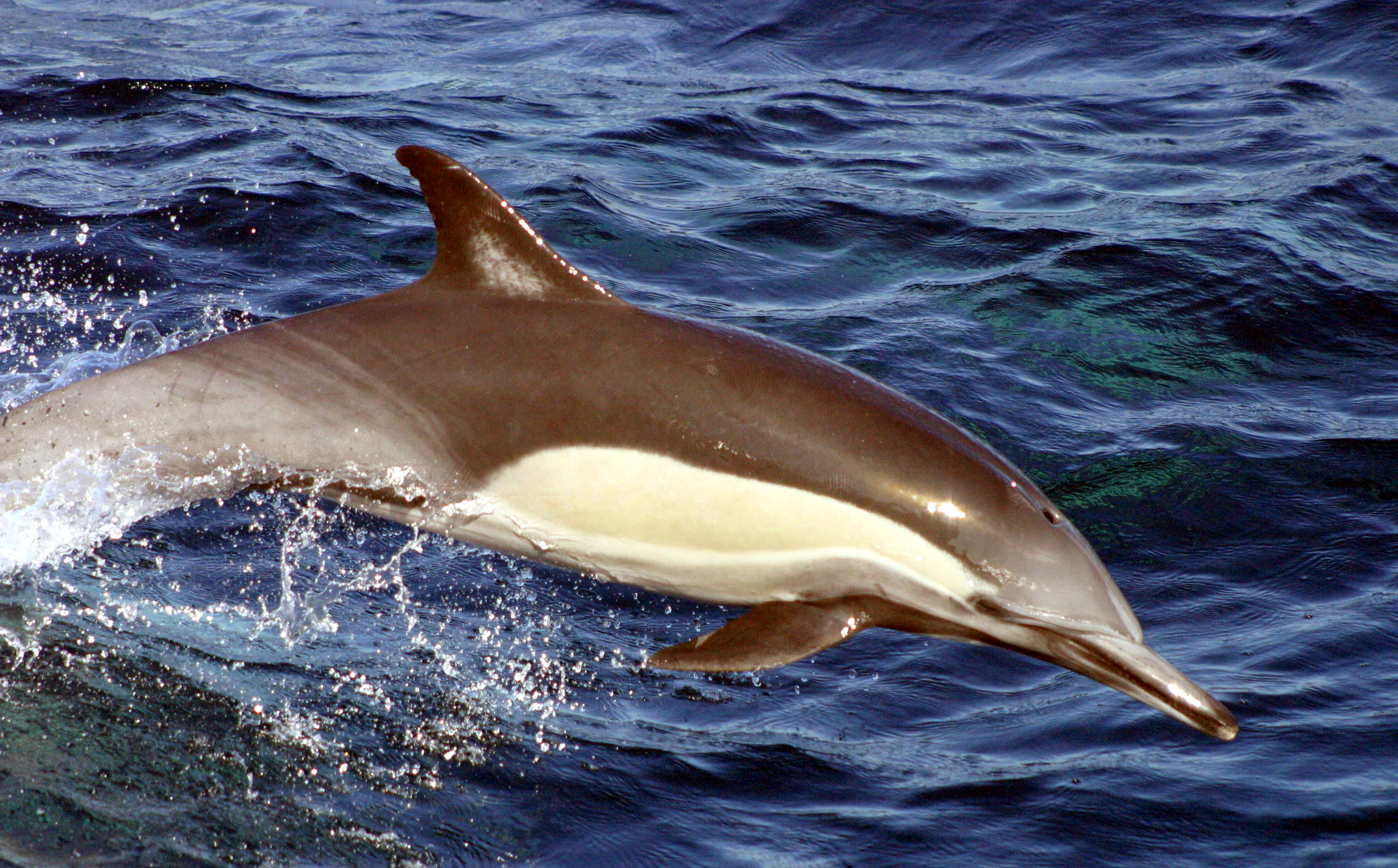
Langschnäuziges Exemplar von Delphinus delphis (ex Delphinus capensis)

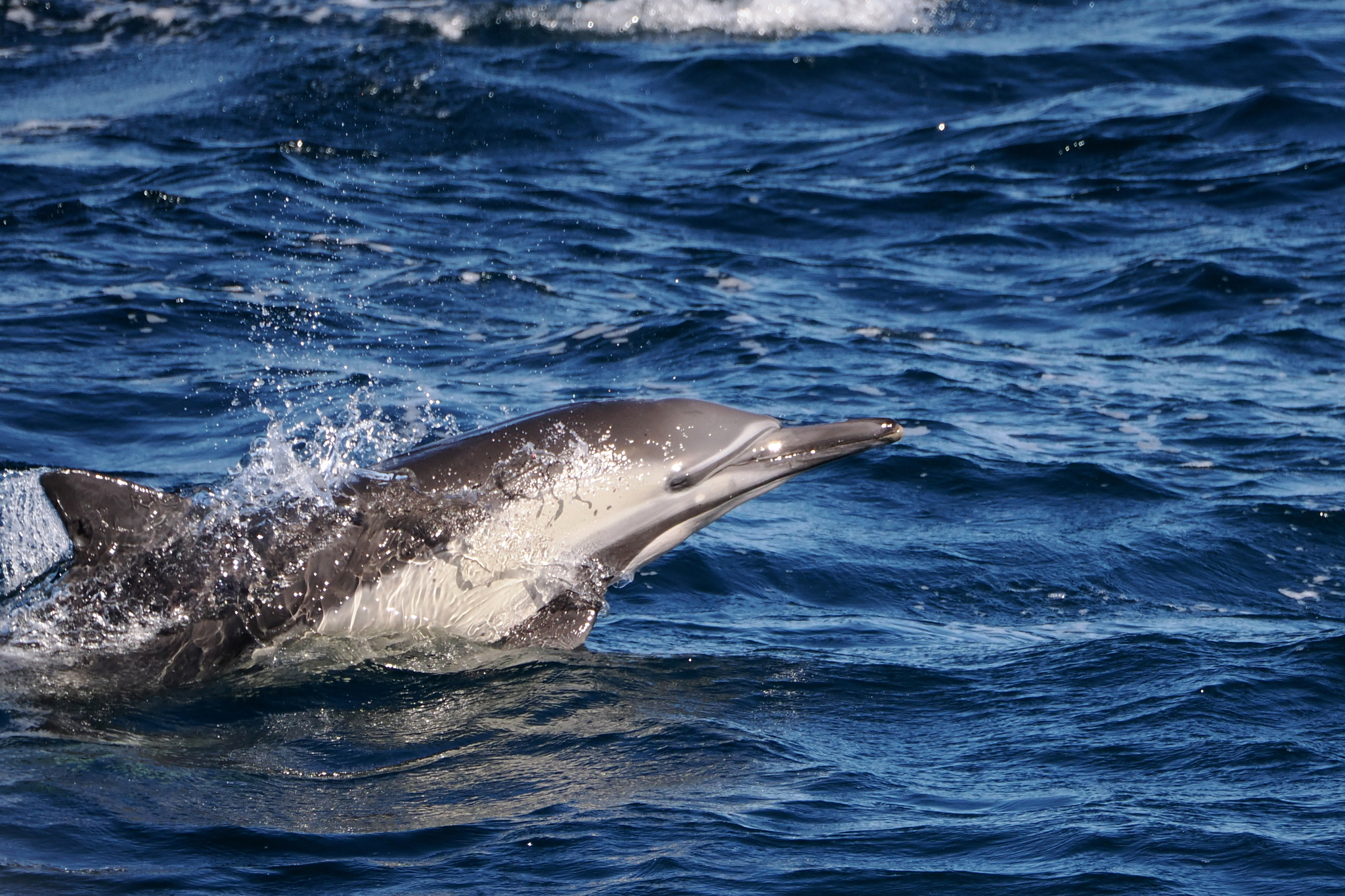
Delphinus d. bairdii

Seinen wissenschaftlichen Namen erhielt der Gewöhnlicher Delfin 1758 durch den schwedischen Naturforscher Carl von Linné in der 10. Auflage seines Systema Naturae. Zwischen 1804 und 1971 wurden etwa 20 weitere Taxa der Gattung Delphinus beschrieben, von denen die meisten heute als Synonyme von Delphinus delphis anzusehen sind, während vier als Unterarten von Delphinus delphis anerkannt werden:
- D. d. delphis, Linnaeus, 1758; die weit verbreitete Nominatform.
- D. d. bairdii, Dall, 1873; kommt im östlichen Nordpazifik vor, maximal 180 km von den Küsten entfernt.
- D. d. ponticus, Barabash, 1935; im Schwarzen Meer endemisch.
- D. d. tropicalis, van Bree, 1971; lebt im Roten Meer, dem Persischen Golf und im tropischen Indopazifik von Oman und Somalia im Westen bis nach Taiwan, Südchina und Indonesien im Osten.

Bis 2015 wurde jedoch eine weitere Art innerhalb der Gattung Delphinus anerkannt, der Langschnäuzige Gemeine Delfin (Delphinus capensis), dessen Erstbeschreibung im Jahr 1828 durch den britischen Zoologen John Edward Gray erfolgte. Genetische Untersuchungen von langschnäuzigen und kurzschnäuzigen Delfinen aus dem Atlantik zeigten jedoch, dass sie sich genetisch nicht unterscheiden lassen und zu einer einzigen Art gehören. Da das Kap der Guten Hoffnung, die Terra typica von Delphinus capensis, am Atlantik liegt, ist Delphinus capensis somit eine invalide Art und Delphinus capensis wurde mit Delphinus delphis synonymisiert, da nach der taxonomischen Prioritätsregel die ältere wissenschaftlichen Bezeichnung Delphinus delphis Vorrang vor Delphinus capensis hat. Bei den Gemeinen Delfin aus dem östlichen Nordpazifik (Delphinus d. bairdii), die ebenfalls eine lange Schnauze besitzen, könnten es sich jedoch um eine eigenständige Art handeln. Zur Bestätigung dieser Vermutung sind weitere Untersuchungen vonnöten.

## Gefährdung
Die IUCN schätzt den Bestand des Gewöhnlichen Delfins als ungefährdet ein. Er gehört zu den am weitesten verbreiteten Walen auf der Erde. Im gesamten Verbreitungsgebiet werden sie jedoch gelegentlich als Beifang gefangen und einige Populationen sind gefährdet, darunter die Unterart im Schwarzen Meer, während die Population im Mittelmeer sogar vom Aussterben bedroht ist. Weiteren Faktoren, die sich auf den Bestand des Gemeinen Delfins auswirken, sind der Rückgang der Beutetiere durch Überfischung, Unterwasserlärm, die Verbreitung von Xenobiotika und der Klimawandel.